# Parc de Can Zam
Parc de Can Zam är en park i Spanien.   Den ligger i provinsen Província de Barcelona och regionen Katalonien, i den östra delen av landet, 500 km öster om huvudstaden Madrid. Parc de Can Zam ligger 23 meter över havet.
Terrängen runt Parc de Can Zam är varierad. Havet är nära Parc de Can Zam åt sydost.  Närmaste större samhälle är Barcelona, 8,1 km söder om Parc de Can Zam. Runt Parc de Can Zam är det i huvudsak tätbebyggt.